# María Luisa Robledo
María Luisa Josefa Ángela Robledo (Madrid, 28 de septiembre de 1912 - Buenos Aires, 26 de octubre de 2005) fue una actriz que comenzó su actividad profesional en España y luego la continuó en Argentina, donde residió hasta su fallecimiento.

## Comienzos y carrera en España
Aprendió a tocar el piano y el violín en España, donde también se inició en el canto; debutó a los 17 años en la zarzuela acompañada por Jacinto Guerrero, y actuó después con Federico Moreno Torroba en el Teatro Calderón, en Madrid. Dio sus primeros pasos en la comedia nacional.

## Carrera en la Argentina
Mientras escapaba de la guerra civil española conoció en Bilbao a Pedro Aleandro, un actor argentino que estaba en una gira integrando la compañía de Matilde Rivera y Enrique de Rosas y en 1935. Ese mismo año nació su hija, la futura actriz María Vaner. Tenía 23 años cuando llegó a la Argentina con su esposo. Al año siguiente nació su segunda hija, la también futura actriz Norma Aleandro.
En 1936 actuó en Brasil en El grito de la juventud y en 1973 en Um caipira em Bariloche.
En 1947 realiza su primera aparición cinematográfica en Los hijos del otro, de Catrano Catrani. Participó en 22 películas, entre ellas se encuentran Isla brava, Rosaura a las diez, Mi noche triste, La cuna vacía, Pelota de trapo, entre otras.
En cine actuó entre las décadas de 1940 y 1990. También lo hizo en el teatro, en televisión y en radioteatros. En sus últimas películas actuó con papeles más cortos. 
En la décadas de 1960 y 1970 se dedicó más al teatro, y se la vio en varios ciclos televisivos.
En 1992 realiza su última aparición cinematográfica en Juego limpio, de Hebert Posse Amorim.
Participó asiduamente en teatro en obras como Los huevos del avestruz, en 1969, donde actuó junto a Narciso Ibáñez Menta, Romance de lobos, con Alfredo Alcón, La muerte de un viajante, Los chicos crecen, Medea, El deseo bajo los olmos, Los retratos, Las tres hermanas, La escuela del escándalo, entre otras. Por muchos años estuvo en el Teatro Municipal General San Martín. En 1939 realizó 96 obras en el teatro Boedo en casi 9 meses. Durante su carrera teatral participó en las compañías de Anita Adamuz, Moreno Torroba, Enrique de Rosas, Camila Quiroga, Narciso Ibáñez Menta, García León, Luis Arata, Elsa O'Connor, Pedro López Lagar, Tita Merello, Emma Gramatica hasta llegar a formar su propia compañía. En 1971 se integra al café-concert, impulsada por Lino Patalano. En sus últimos años participó en obras como El pan de la Melitona, Yerma, y en 1996 realiza su última actuación en 70 años con el arte, donde la dirigió su hija Norma Aleandro.
Su carrera en la televisión fue escasa, y llegó a participar en ciclos como Los acosados, en 1960, con Mecha Ortiz y Perla Santalla, Alta comedia (1971-1973), con María Aurelia Bisutti y Libertad Leblanc, El inquilino desconocido, en 1971, con Hilda Bernard y María Rosa Gallo, El hombre que yo maté, en 1973, con Arturo Puig, y Rompecabezas, en 1985 con Lydia Lamaison y Adolfo Linvel.
Su última aparición pública fue en el 2002, en el Teatro Maipo, cuando al final de una función de El juego del bebé, el actor Jorge Marrale la invitó a subir al escenario con ocasión de su cumpleaños número 90, siendo aplaudida por el público presente.
Sus últimos años la pasó recluida en su casa, donde se desplazaba en silla de ruedas. Falleció el 26 de octubre de 2005 a los 93 años de un paro cardíaco, siendo enterrada dos días después en el Panteón de la Asociación Argentina de Actores en el Cementerio de la Chacarita.

## Filmografía
- Juego limpio (1996)
- Apenas reflejos (1986)
- Contar hasta diez (1985)
- La historia oficial (1985)
- La balada del regreso (1974)
- Um caipira em Bariloche (1973)
- Paula contra la mitad más uno (1971)
- La vida continúa (1969)
- El derecho a la felicidad (1968)
- El ABC del amor (1967)
- ¡Al diablo con este cura! (1967)
- Crónica de un niño solo (1964)
- El último piso (1962)
- Mi Buenos Aires querido (1961)
- Sábado a la noche, cine (1960)
- He nacido en Buenos Aires (1959)
- Isla brava (1958)
- Rosaura a las diez (1958)
- Mi noche triste (1952)
- La cuna vacía (1949)
- María de los Ángeles (1948)
- Pelota de trapo (1948)
- Los hijos del otro (1947)

## Televisión
- Rompecabezas (1985)
- El hombre que yo maté (1973)
- El inquilino desconocido (1971)
- Alta comedia (1971-1973)
- Los acosados (1960)

## Teatro
- 70 años con el arte
- El pan de la Melitona
- Yerma
- Romance de lobos
- Bodas de sangre
- Dos brasas
- Juan Gabriel Borkman
- El diablo en la cortada
- Cyrano de Bergerac
- La casa de Bernarda Alba
- Rosencrantz y Guildenstern han muerto
- Los soldados
- La gata
- El juez de los divorcios
- Coriolano
- Luces de bohemia
- Las tres hermanas
- La novia de los forasteros
- Los huevos del avestruz
- La muerte de un viajante
- Los chicos crecen
- Medea
- El deseo bajo los olmos
- Los retratos
- La escuela del escándalo